# Château de Guernon-Ranville
Le château de Guernon-Ranville est situé dans la commune de Ranville, dans le département du Calvados en Normandie.
Cette propriété privée du XVIIIe siècle porte le nom de la famille qui l’a longtemps possédée. Elle a été la demeure d’un ministre au XIXe siècle, la villégiature de mécènes au début du XXe siècle puis une infirmerie de guerre lors du débarquement allié en Normandie en 1944.  Des gîtes de charme ont accueilli pendant plusieurs années les vacanciers.

## Historique
Le château de Guernon-Ranville est une demeure dont on ignore la date de construction précise mais qui, d’après son style et notamment « l’harmonie de sa façade », a été bâtie au XVIIIe siècle. Son nom provient de la famille qui a acquis le fief de Ranville en 1751 et qui a dès lors ajouté Ranville à son patronyme, donnant ainsi celui de Guernon-Ranville.
Cette famille était l’une des plus anciennes de la noblesse normande, son origine remontant :
- au Xe siècle à Rollon, considéré comme le 1er duc de Normandie,
- au XIe siècle à Robert de Guernon, l’un des compagnons d’armes de Guillaume le Conquérant aux côtés de qui il s’est livré à l’invasion du Royaume d’Angleterre à partir de 1066. En Normandie, Robert a possédé plusieurs grands fiefs mouvants et seigneuries auxquels il a donné son nom[6]. Après la conquête d'Angleterre, Guillaume le Conquérant lui a donné plus de cinquante manoirs, baronnies ou autres terres domaniales dans les différents comtés de la Grande-Bretagne[7]. Il s’est installé à Stansted Mountfitchet dans l’Essex, au Nord-Est de Londres, et le site très touristique sur lequel son château a été bâti est aujourd’hui classé parmi les Monuments Historiques Nationaux[8]. Cet homme est également le progéniteur des Cavendish, l’une des familles les plus riches et influentes d’Angleterre d’où sont de nos jours encore issus les Ducs de Devonshire[9].

Les armes de cette famille étaient « d’azur au leurre d’or, accompagné de deux molettes d’éperon en chef de même ». L’azur (la couleur bleue) signifie justice et loyauté. Le leurre (chaperon couvrant la tête des oiseaux de poing que l’on employait pour chasser) est l’emblème de la noblesse dont la première prérogative était le droit de chasse. Les molettes d’éperon (sortes d’étoiles percées) sont l’insigne du chevalier.
Le château est resté dans la famille des Guernon-Ranville pendant près de deux siècles. Il a été remanié de façon conséquente au XIXe siècle par son plus illustre propriétaire, le comte et ministre Martial de Guernon-Ranville.
| Blason des Guernon-Ranville |

### Demeure d’un ministre auXIXesiècle

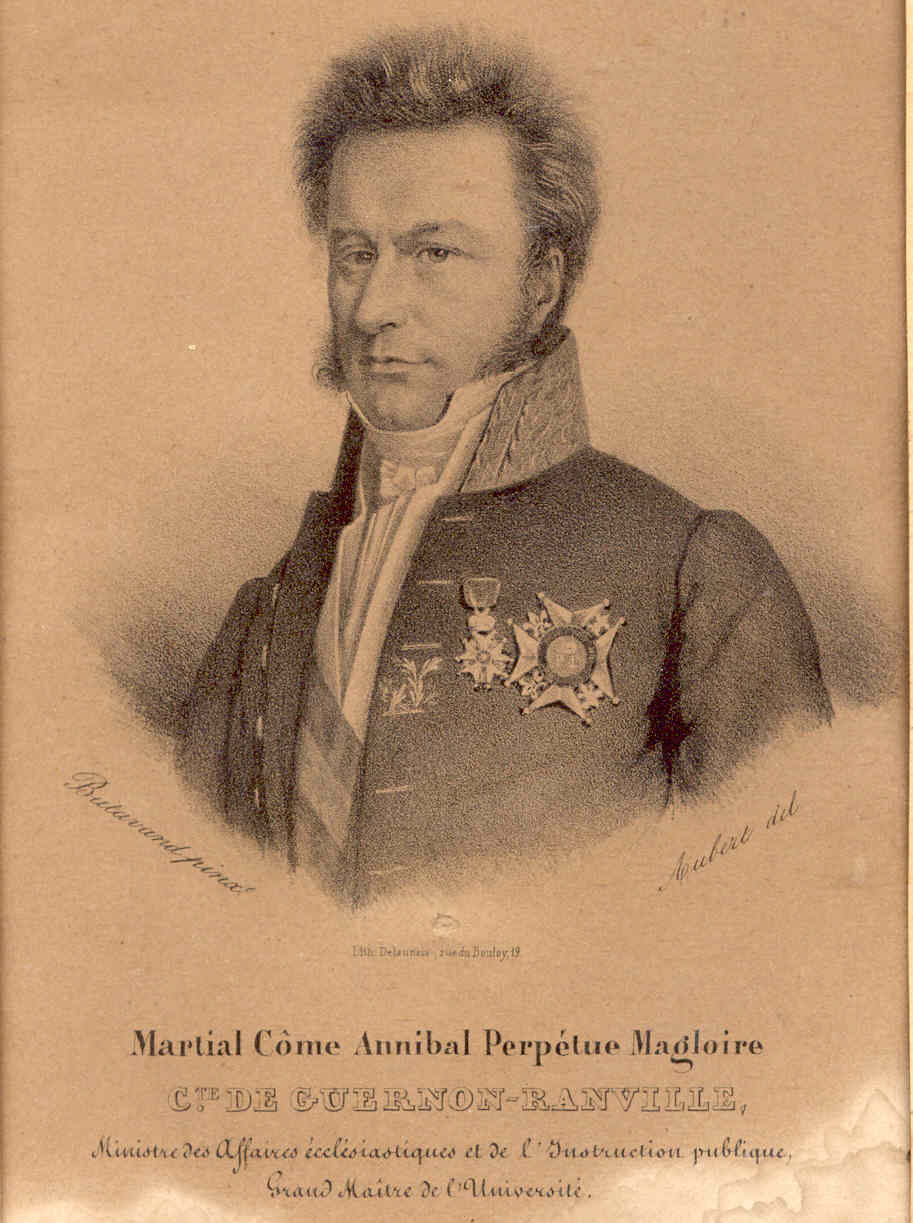
Martial de Guernon-Ranville

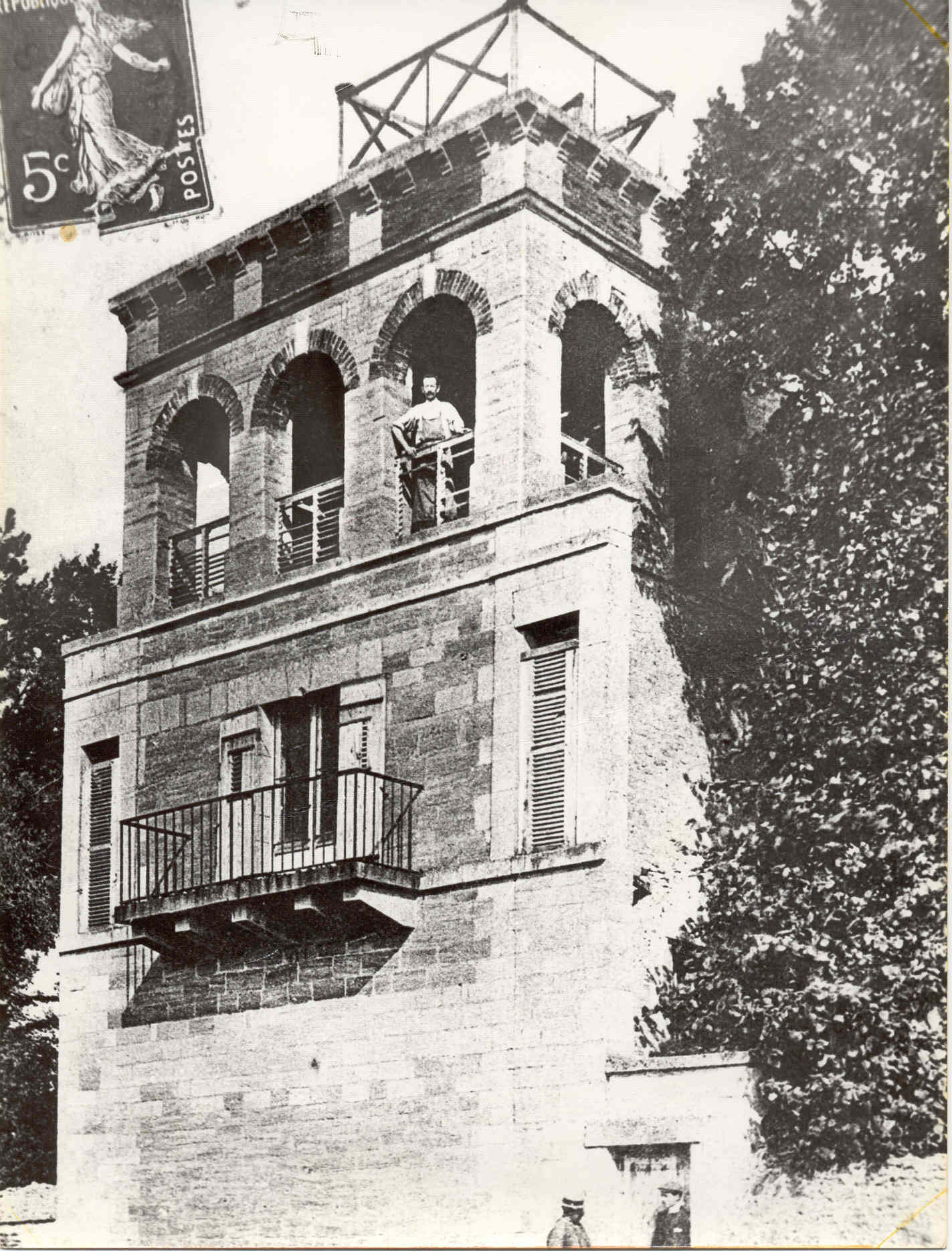
Belvédère

En 1818, le Comte Martial de Guernon-Ranville a hérité de la terre de Ranville dont son grand-père et son père avaient été successivement « Seigneur et Patron ». Il commençait alors une carrière dans la magistrature qui l’amènerait à devenir « Ministre secrétaire d'État au département des Affaires ecclésiastiques et de l'Instruction publique » en 1829-1830.
Compte tenu des nombreux postes occupés lors de ce parcours professionnel, il est improbable que le comte ait habité de façon permanente à Ranville avant 1836, date à partir de laquelle il a été assigné à résidence.
Durant sa retraite, il a fait réunir les deux ailes principales du château, ajoutant à l’une d’elles une importante galerie. Cette adjonction moderne a rendu indépendantes des pièces jusqu’alors en enfilade, système de circulation qui prévalait encore beaucoup au XVIIIe siècle. Le comte a également fait poser des boiseries et des parquets en bois de différentes essences dans l’aile gauche réservée aux maîtres de maison.
Dans l’aile droite du château se trouvaient les parties à l’usage des domestiques, les cuisines et les écuries. Une pièce servait à l’entreposage des fruits sur de grands pans inclinés en bois, et dans les cuisines existaient une vaste cheminée ainsi qu’un garde-manger saillant de la façade qui permettait la conservation des aliments frais. Les cavités situées dans la partie haute de cette aile s’apparentent fort à un pigeonnier.
Les dépendances du château accueillaient un grenier à blé, une cave, une « charretterie » (mot ancien usité pour désigner l’atelier du maréchal-ferrant) ainsi qu’un pressoir et une basse-cour.
Dans l’enceinte du domaine se trouvait vraisemblablement une petite chapelle privative ainsi qu’au fond du parc un belvédère, une étonnante construction de quatre étages aujourd’hui complètement disparue, où le Comte conservait une collection de pierres rares. Depuis ses hauteurs, on voyait la mer tout en dominant la route de Caen.
À cette époque, il existait un chemin muré allant du château à la crypte privée des Guernon qui jouxte l’église de Ranville dans le centre du village. Dans cet enclos qui appartient de nos jours à la commune, on peut apercevoir les caveaux sculptés du comte et de son épouse.
On raconte également qu’un souterrain allait jusqu’à Caen mais aucune trace n’en a été trouvée.

### Villégiature de mécènes auXXesiècle

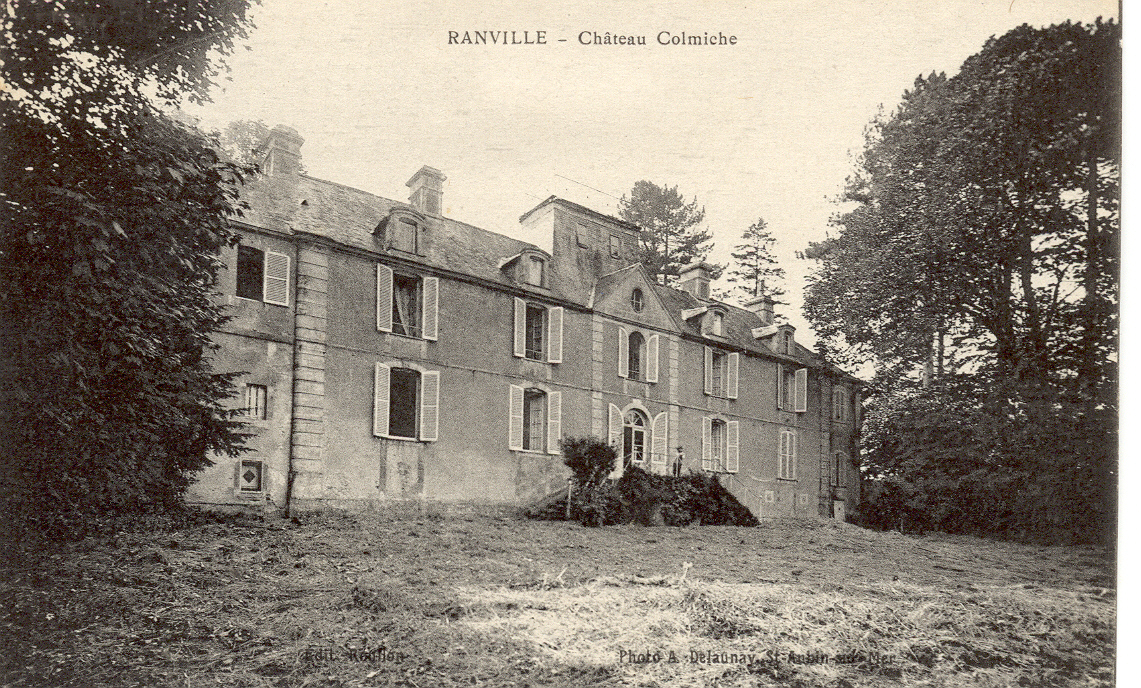
"Château Colmiche"

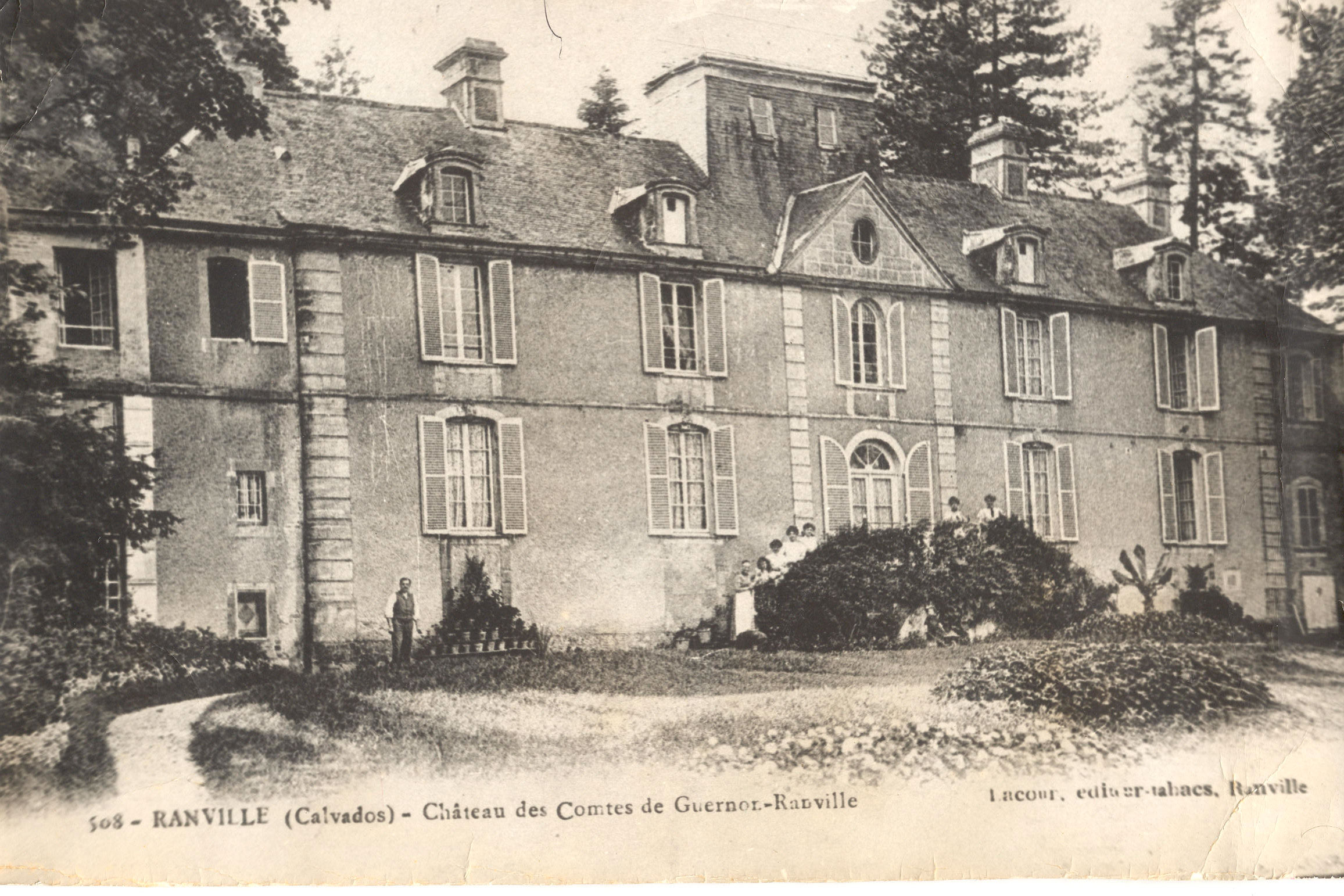
"Château des Comtes de Guernon-Ranville"

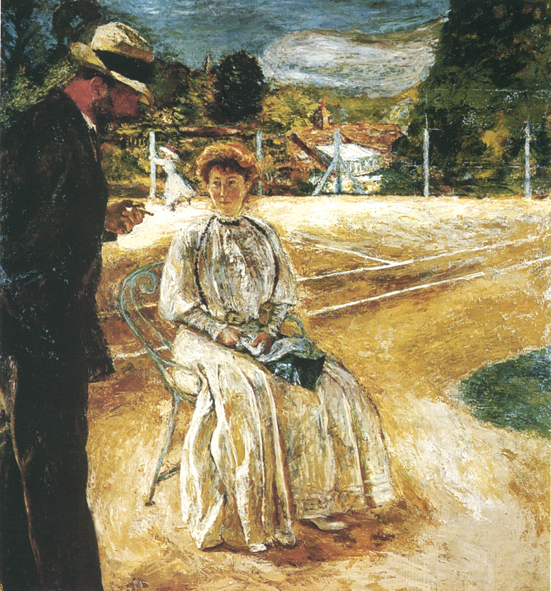
Le Tennis, huile sur toile d'Édouard Vuillard, 1907

Au début du XXe siècle sont apparues les premières cartes postales représentant le « Château des Comtes de Guernon-Ranville ». Elles sont le fait de photographes et de petits éditeurs locaux et montrent la façade principale du bâtiment avec son perron et un promontoire chapeautant une partie du grenier, aujourd’hui disparu, qui devait servir d’observatoire.
À cette époque, le château appartenait à l’arrière-petite-nièce du comte de Guernon-Ranville, Yvonne Colmiche, aussi a-t-il également été photographié sous le nom de « Château Colmiche ».
N’étant plus habitée de façon permanente par cette dernière, la propriété a été louée à des locataires successifs, parmi lesquels figure Alexandre Natanson, directeur de La Revue Blanche. Beau-frère de la fameuse Misia (future Misia Sert), égérie du tout-Paris et de l’actrice Marthe Mellot, il était également le mécène et l’ami des grands artistes de l’époque, entre autres des peintres Pierre Bonnard, Paul Signac, Henri de Toulouse-Lautrec ou encore Auguste Renoir.
Dans son livre Le Pain Polka, Annette Vaillant, fille de Marthe Mellot et nièce d’Alexandre Natanson, raconte ses souvenirs d’enfance au château de Ranville où elle a rejoint sa famille plusieurs étés. Elle y évoque la disposition de pièces toujours existantes aujourd’hui, telles que le grand salon « où l’on a toujours l’impression qu’il fait froid avec ce portrait de Napoléon aussi brillant que le parquet et le piano », le billard « avec ses hautes banquettes et les boules qui roulent sans bruit et se choquent » ou encore le petit salon. De l’extérieur, elle décrit le belvédère « qui domine la route », la serre de nos jours également disparue « où pendent du toit les raisins chauds pas encore mûrs », les marches de pierre du perron, les premiers cyclamens qui parsèment les pelouses dès la fin de l’été, ainsi que « l’allée de dahlias qui monte de l’autre côté du tennis ».
Ce court de tennis a été représenté par Edouard Vuillard en 1907. Familier du cercle des Natanson, le peintre était alors en villégiature à quelques kilomètres de Ranville, au Château-Rouge à Amfreville. Ce tableau de grandes dimensions a notamment été exposé à Paris au Salon d'automne de 1912 puis au musée des arts décoratifs de Paris en 1938. Ayant longtemps appartenu à la famille des Natanson, il a ensuite quitté la France pour les États-Unis où il a été acquis par un marchand d’art renommé, Howard Young, associé à Francis Taylor, le père de l’actrice Elizabeth Taylor, avant d’être mis en vente en 1985 par Sotheby’s à New York.
Si l’on se rapporte aux propos d’Anna de Noailles qui disait que « Monsieur Vuillard peint tout ce qu’il voit » surtout dans ses années de réalisme, l’arrière-plan du tableau nous apprend qu’à cette époque, la propriété n’était pas encore délimitée par des murs.
L’acte notarié relatif à la vente du château pendant l’entre-deux-guerres à la Comtesse de Gramedo mentionne « une propriété comprenant un château, des communs, une orangerie, une serre ainsi qu’un jardin légumier et un parc en avant et en arrière du château, le tout clos de murs.».

### Infirmerie durant le débarquement de Normandie en 1944
Pendant la Seconde Guerre mondiale, le château, qui appartenait depuis 1933 au Président honoraire de la Cour d’Appel de Paris, M. Jozon, a été réquisitionné par les Allemands pour y loger des membres de l’organisation Todt.
Dans la nuit du 5 au 6 juin 1944, trois officiers faisant partie de cette organisation, apparemment endormis dans leur chambre, ont été faits prisonniers par les Alliés. Le château et ses dépendances ont immédiatement été transformés en infirmerie dite « Main Dressing Station » sous la houlette de la « 225th Parachute Field Ambulance ». Cette unité d’intervention médicale, composée d’une dizaine d’officiers et d’une centaine d’hommes environ, était rattachée à la 5e brigade de la 6e division aéroportée britannique. Elle opérait sous le commandement du Lieutenant-Colonel Bruce Harvey qui avait entre autres, déjà formé un avant-poste médical au Café Gondrée à côté du Pegasus Bridge.
Sur le toit du château, une grande toile a été tendue, portant l’emblème de la croix rouge pour désigner les services médicaux, ce qui n’a pas stoppé les tirs au mortier et les bombardements ennemis, endommageant notamment une partie des dépendances servant alors de cantine à l’unité.
Près de quatre cents blessés ont été traités dans les premiers jours, les plus grièvement atteints ayant été évacués par la mer en Angleterre, et plus d’une quarantaine d’opérations importantes ont été réalisées par deux équipes chirurgicales sommairement équipées.
|  |  |  |

### Gîtes de charme auXXIesiècle
Trois gîtes de charme ont accueilli pendant plusieurs années les vacanciers. Ces résidences occupent une partie des communs et des anciennes écuries du château. Elles ont bénéficié d’une restauration soignée qui a permis de conserver et de mettre en valeur leurs matériaux d’origine : poutres au plafond, tommettes anciennes au sol, cheminée d’époque, murs en pierre de Caen.

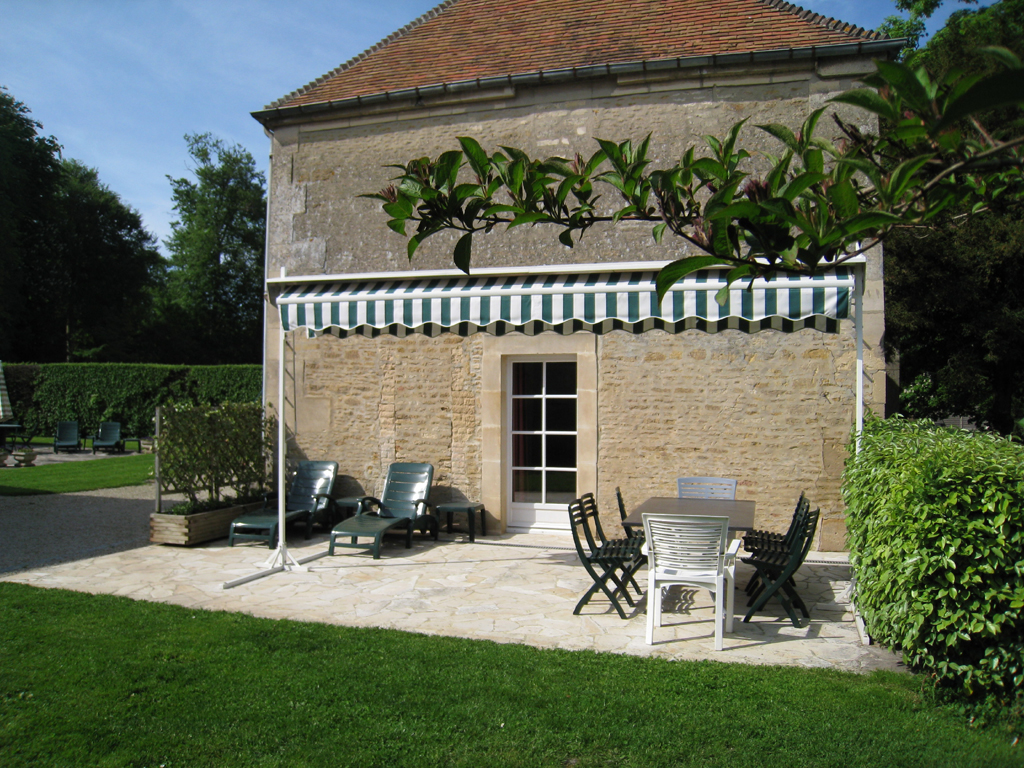
Terrasse de l'un des gîtes du château
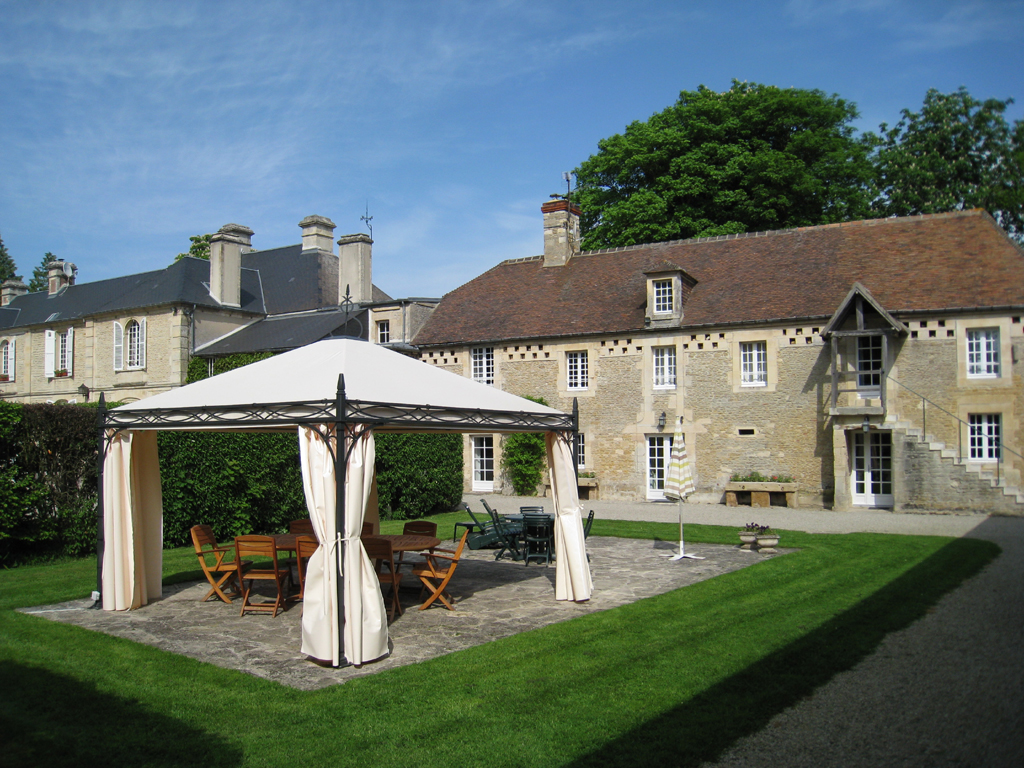
Autre terrasse
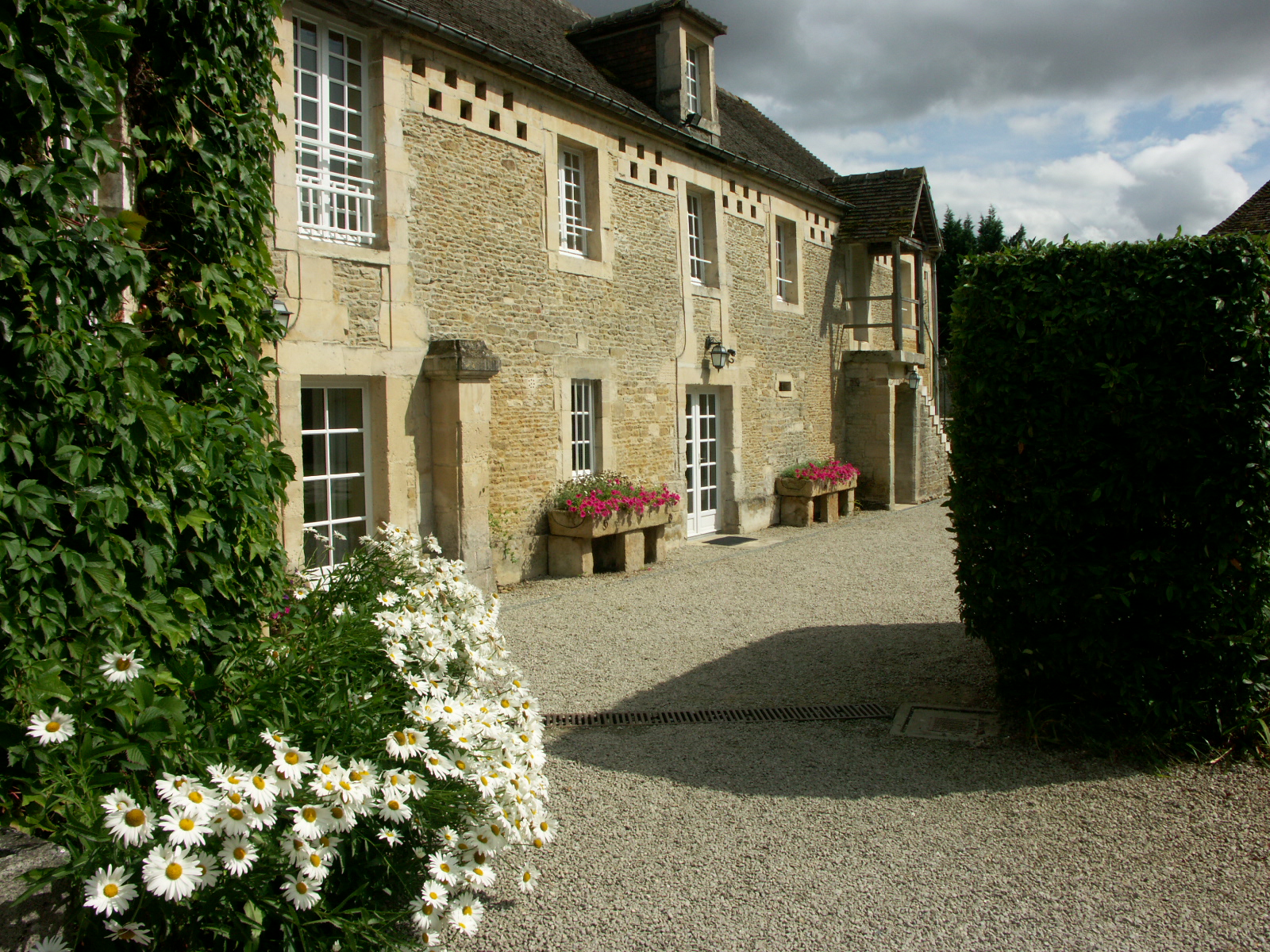
Bâtiment abritant les gîtes du château
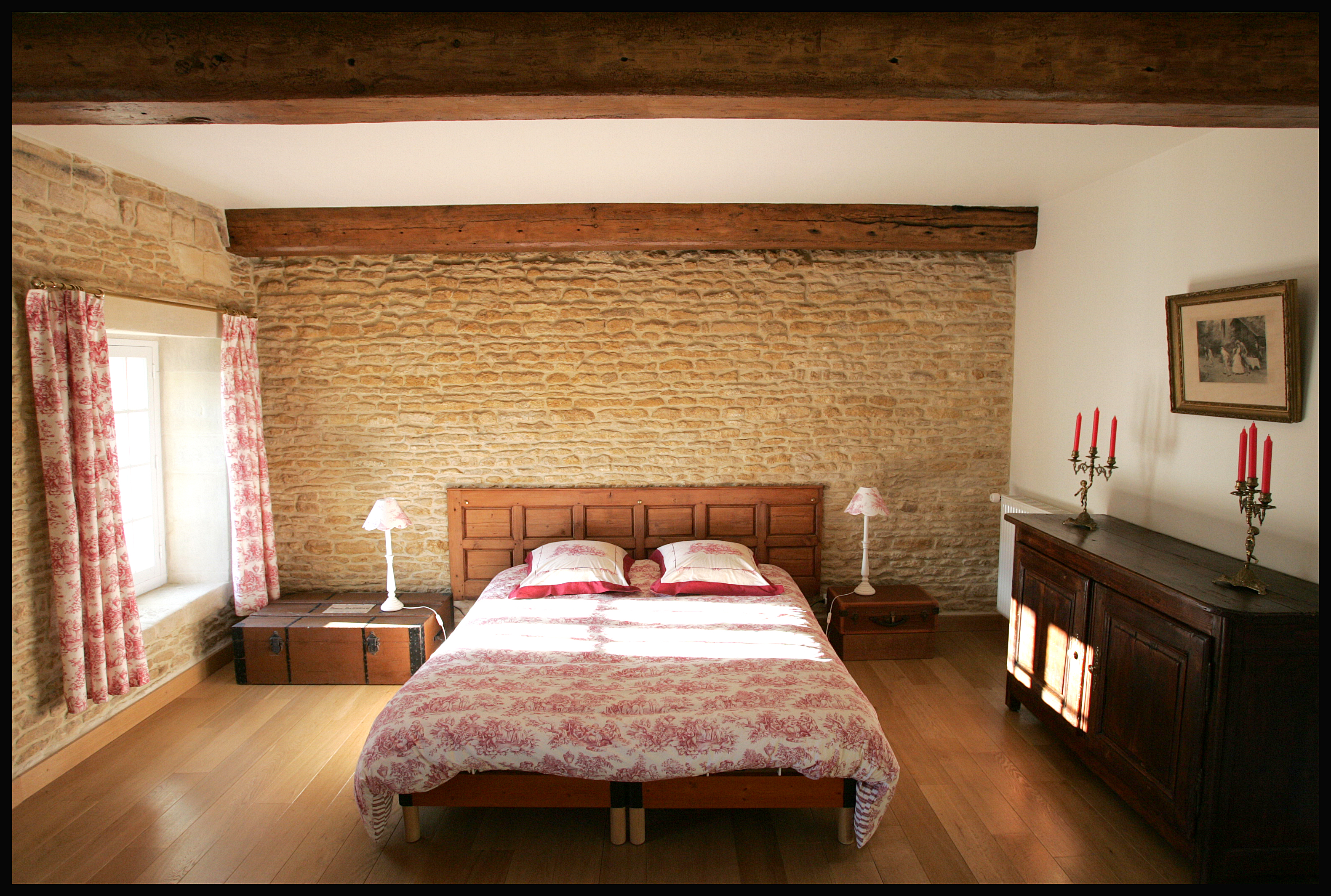
Chambre de l'un des gîtes
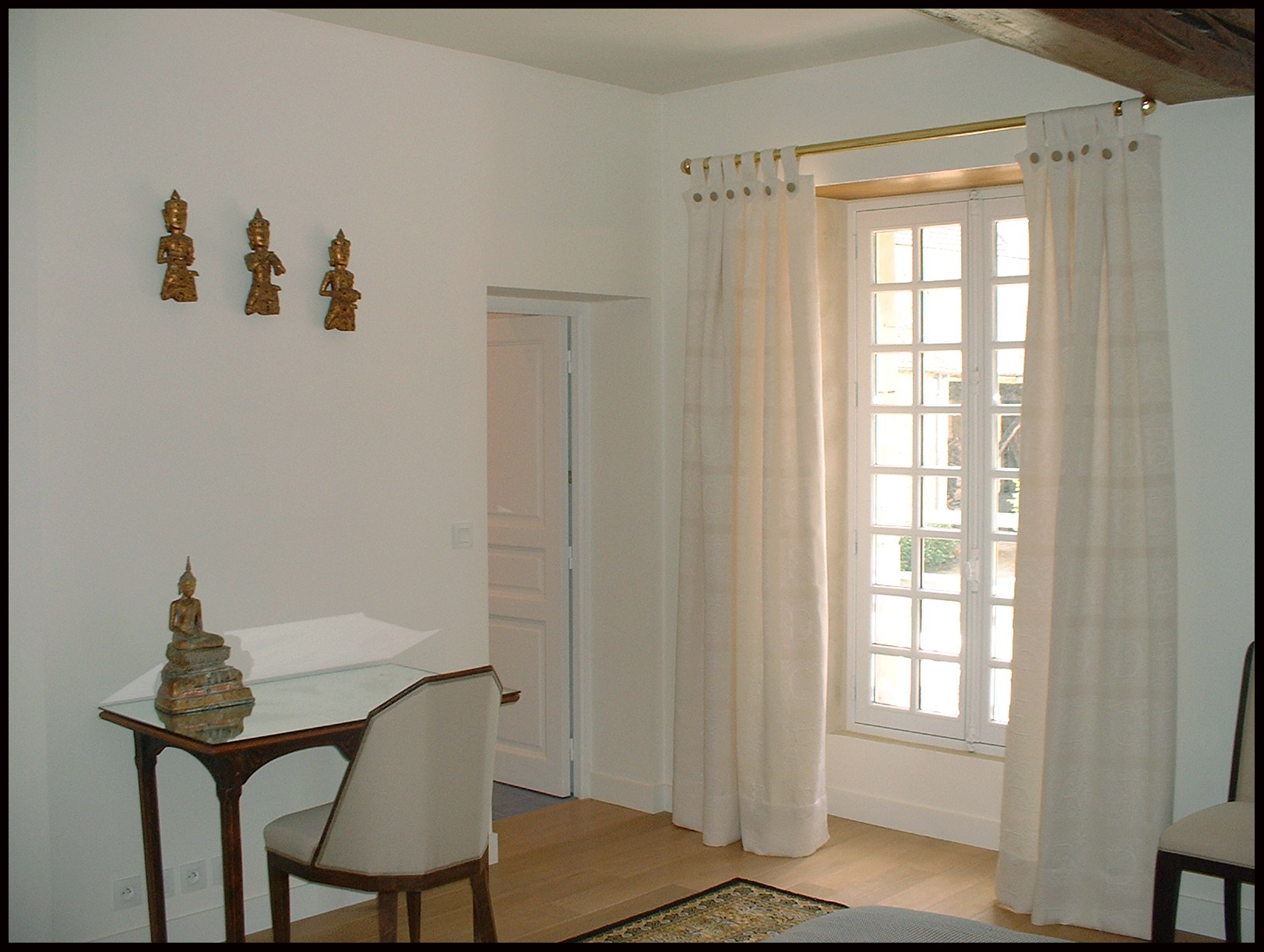
Autre chambre